# Janovice (zámek)
Zámek Janovice je původně gotická tvrz ze 13. století přestavěná na renesanční zámek a později barokně upravená. Nachází se ve stejnojmenné obci, která je částí města Rýmařov v okrese Bruntál. Areál je chráněn jako kulturní památka. Zámek je ve vlastnictví státu, jeho správcem je Národní památkový ústav. Je přístupný veřejnosti.

## Historie
Původně na místě zámku stávala gotická tvrz, kterou nechal vystavět zástavní pán Petr ze Žerotína v letech 1520–1530. V roce 1552 získal zástavní právo na Janovice rod Ederů ze Šťavnice. Roku 1583 od Ederů získal janovické panství (spolu s rabštejnským panstvím, Rýmařovem, Hanknštejnem a pustými hrady Rabštejn a Štrálek) do dědičné držby vzdělaný štýrský šlechtic Ferdinand Hofmann z Grünbüchlu (1540–1607), president dvorské komory, dvořan, osobní přítel císaře Rudolfa II. a bratranec posledních Rožmberků Viléma a Petra Voka. V roce 1586 začala přestavba tvrze na renesanční zámek. Když Ferdinand opustil pražský císařský dvůr, kvůli své luteránské víře, staly se Janovice jeho azylem. Původní tvrz nechal ke konci 80. let 16. století přestavět na renesanční zámek, postavený z kamene a z cihel, zvaných buchty. Janovické panství tak pod Ferdinandovou správou zažívalo dobu rozkvětu, která se zapsalo historie jako jedno z nejvýnosnějších a nejmodernějších oblastí severní Moravy. Na přelomu 16. a 17. století Ferdinand Hofmann vítal na zámku v Janovicích štýrské náboženské emigranty prchající před protireformací. Uchýlili se sem vynikající odborníci ze Štýrska a Rakouska, mezi nimi i Vilém Hübmann, císařský lesmistr v Hallstattu, který přijel na janovický zámek 28. května 1601. Vypracoval rozsáhlou vizitaci janovických lesů podle štýrských a rakouských lesních instrukcí. Také sem přijel jeden z nejvýznamnějších montanistů 16. století, Hans Steinberger, který zde zanechal zde svého spolupracovníka a luterána Izáka Pfländera z Losbergu. Ten se stal se Hofmannovým rádcem, konzultantem a hejtmanem janovického panství. Za pomoci těchto spolupracovníků Ferdinand Hofmann reorganizoval hospodářskou strukturu celého panství, které dosáhlo největší prosperity ve své historii.

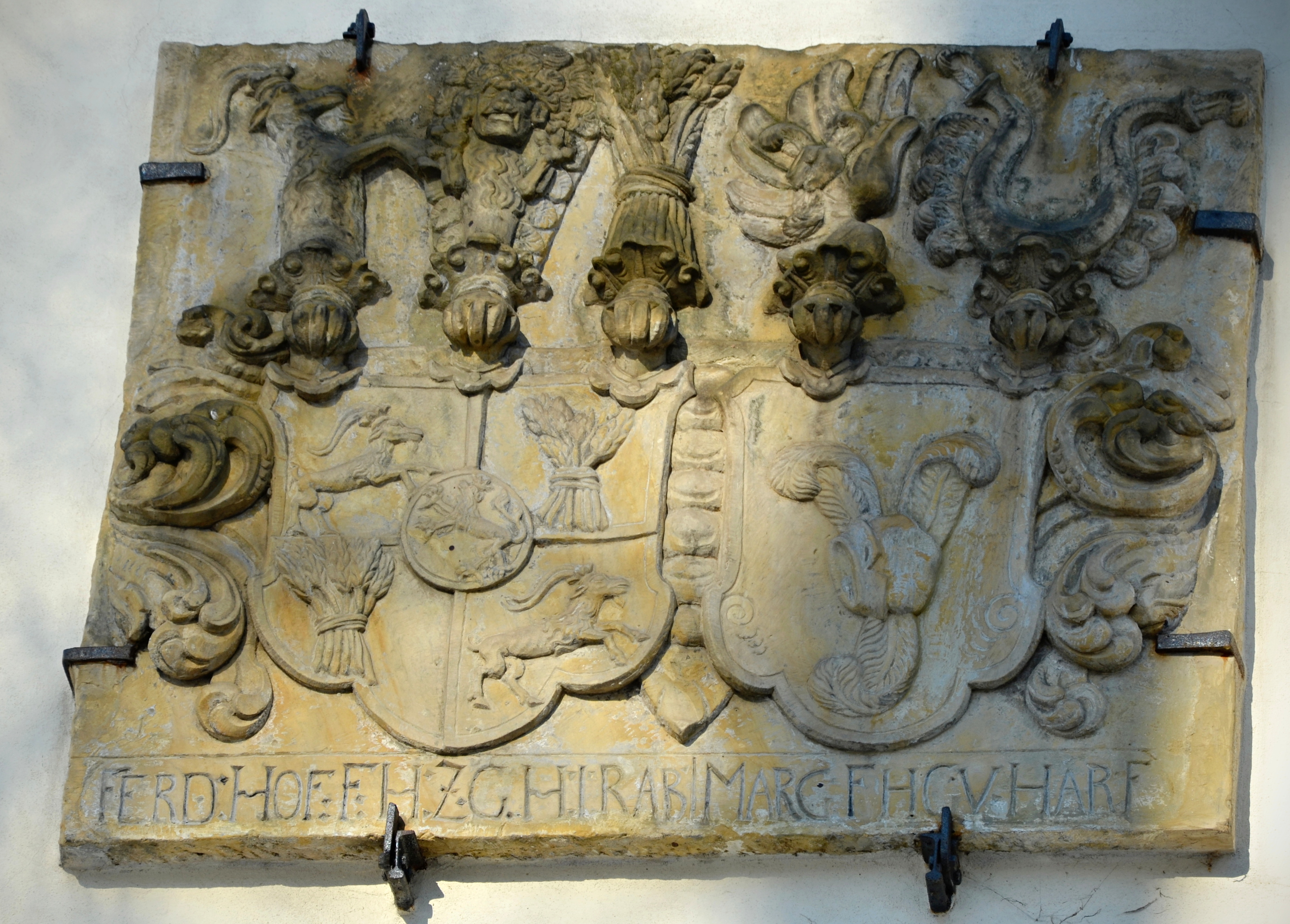
Erb Ferdinanda Hofmanna (vlevo) a jeho manželky Anny Markéty z Harrachu

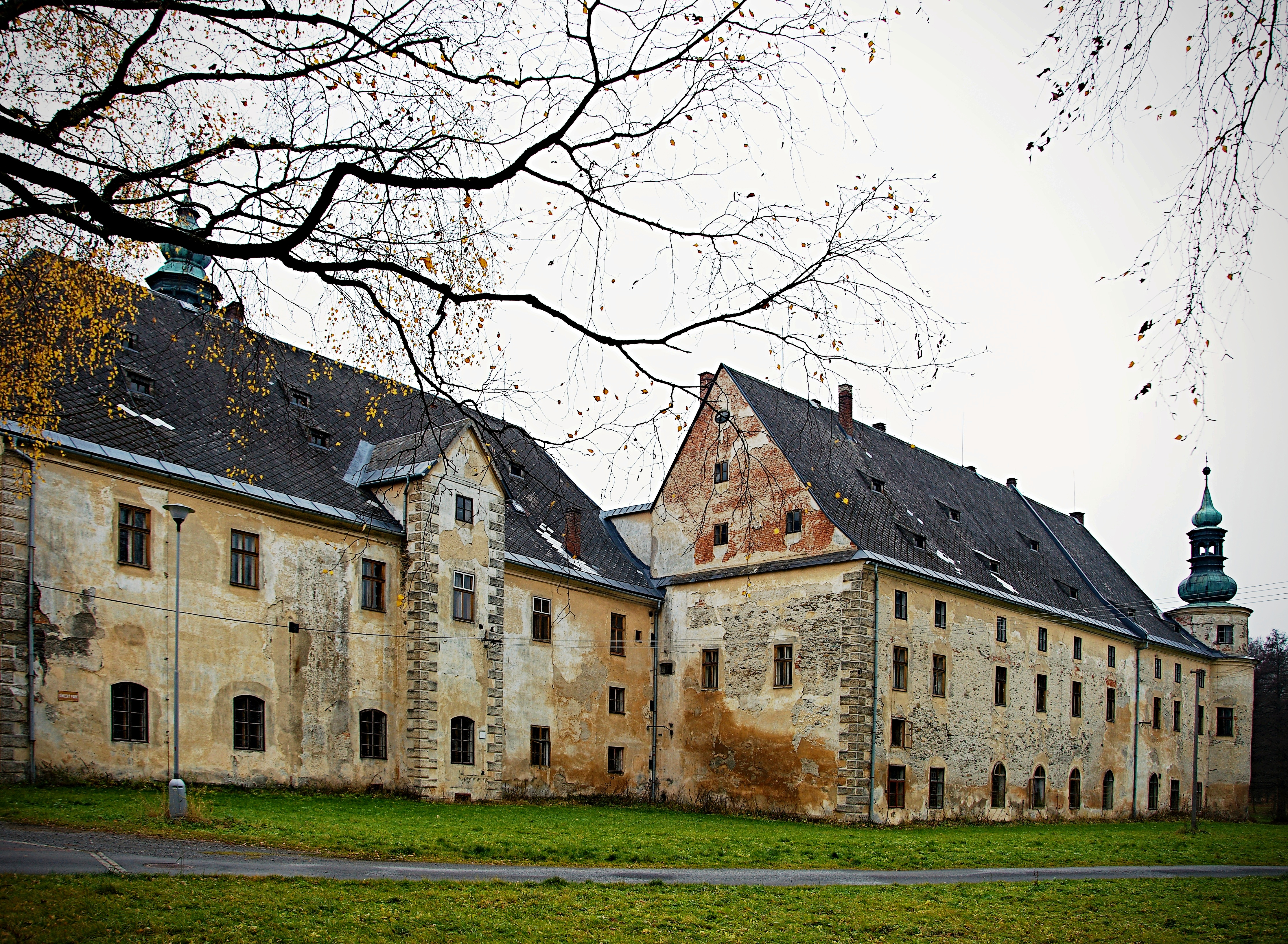
Zámek Janovice (2015)

Po smrti Ferdinanda Hofmanna v roce 1607, zdědil všechny jeho statky syn Ondřej Hofmann (cca 1570–1617), který sídlil na janovickém zámku se svou chotí Johanou Apolenou svobodnou paní z Kolovrat. Ondřej Hofmann pokračoval v hospodářské reorganizaci panství, kterou započal jeho otec. Zajišťoval svým poddaným neobvyklé úlevy, byl sepsán nový urbář, většina robotních povinností byla nahrazena námezdní prací. Uskutečnil rozsáhlejší kolonizaci panství, která vedla ke vzniku nových vesnic Žďárský Potok a Nová Ves. Janovické panství bylo tehdy jedním z nejvýnosnějších na Moravě na počátku 17. století. Po Ondřejově smrti v roce 1617 se zdědil panství jeho syn Wolfgang Ferdinand (1607–1641). V roce 1628 přikoupil k janovickému panství statek Dolní Dlouhá Loučka. V roce 1638 musel jako luterán opustit zemi a zanedlouho zemřel. Dědicem se stal jeho syn Wolfgang Friedrich, který v roce 1655 přijal křest v Římě, a proto se mohl vrátit z exilu a ujmout se rodových statků. Nechal celý janovických zámek přestavět do barokního stylu podle návrhu stavitele Alessandra Cannevala. V roce 1664 Wolfgang Friedrich se svou ženou Marií Magdalenou zemřeli v Landeku na neštovice, čímž rod Hofmannů vymřel po přeslici. Dědičkami se staly dcery Juana Xaverie a Marie Alžběta. Jejich poručník Ferdinand kníže z Dietrichštejna (1636–1698) obě dívky provdal za členy rodu Dietrichštejnů, čímž Janovice spolu s dalším majetkem dědičně přešly do rodu Dietrichštejnů.

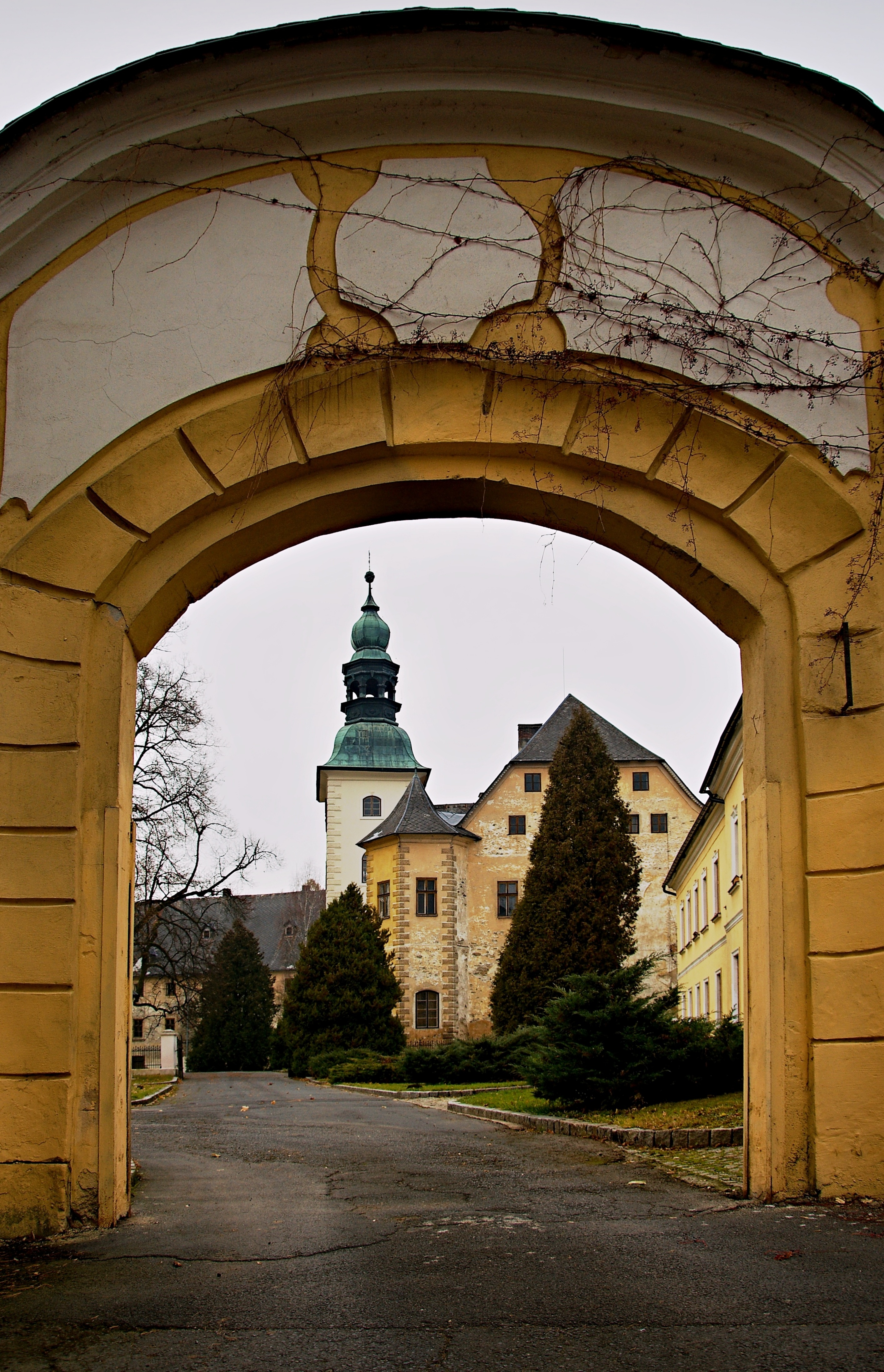
Vstupní brána do areálu

Roku 1721 přešlo panství sňatkem ovdovělé Marie Arnoštky z Gallasu do vlastnictví jilemnických hrabat Harrachů. Zámek se stal vedlejším sídlem rodu. Ferdinand Bonaventura provedl zásadní přestavbu zámku s pomocí významného stavitele Gottfrieda Weissera v pozdně barokním slohu, která proběhla v letech 1763–1765. Weisserovým dílem je celé západní a část severního křídla, kterými dotvořil zámek do dnešního tvaru rozevřeného písmene L. Již v 60. letech 18. století byl zámek opět přestavován v klasicistním stylu, Isidorem Gannevalem. V roce 1764 byly osazeny zámecké hodiny a v roce 1766 byla dokončena přístavba pivovaru. Současnou podobu získal zámek v letech 1827–1850. V 19. a ve 20. století proběhly úpravy interiérů. Poslední vnější úpravy pochází z roku 1901. V druhé půli 19. století za Karla Alfréda se zámek stal trvalým sídlem janovické linie Harrachů, která vymřela v roce 1937 s významným zemědělským znalcem a filantropem Františkem Mariou Harrach. Poslední majitelkou byla jeho dcera Anna Marie, manželka maďarského diplomata Františka Zikmunda Rosty-Forgache z Barkocz.
V roce 1945 byl rodině majetek zabaven. V červenci 1945 zde byl zřízen internační tábor pro německé občany. Část mobiliáře byla vyvezena do Maďarska, část umístěno na zámku Liběchov a většina byla zničena nebo rozkradena. Část zámku využívalo místní JZD jako sklad. Dne 7. 5. 1954 zde vznikl Státní archiv Janovice a zámek převzala krajská správa Ministerstva vnitra v Olomouci. V roce 2002 byl archiv deponován v Opavě a Olomouci. Zámek spravovalo zařízení služeb pro Ministerstvo vnitra, které část objektu pronajalo městu Rýmařov, které bývalý Cínový sál využívalo jako obřadní síň. Mezitím o získání zámku usiloval potomek posledních majitelů z rodu Harrachů Mikuláš Forgách. Mnohaletá soudní pře blokovala možnou obnovu zámku. Od roku 2011  v areálu zámku pořádalo v letní sezóně kulturní akce Městské muzeum Rýmařov. V roce 2019 soud definitivně zamítl restituční nárok Rosty-Forgáchů a zámek přešel pod správu Národního památkového ústavu. Objekt dlouhá léta chátral, protože do jeho údržby nebylo investováno desítky let, proto je nutná rozsáhlá rekonstrukce, která si vyžádá více než 300 milionů Kč. Veřejnosti byl zpřístupněn jen jeden prohlídkový okruh, který prezentuje rod Harrachů na dobových fotografiích. Město Rýmařov požádalo o přidělení zámeckého parku, který chce revitalizovat, do svého majetku.

## Popis
Barokní zámek má půdorys písmene L s odsazeným renesančním křídlem s věží a pivovarem. Kolem zámku se nachází pozůstatek zámeckého parku, který vznikl na místě dřívějších bažinných luk  jako severské arboretum na konci 19. století. Park je ohrazen zdí s branami.